# The Belcher's
The Belcher's (en chino tradicional, 寶翠園) es un complejo de rascacielos residenciales situado en la zona occidental de Mid-levels de la Isla de Hong Kong. Consiste en seis edificios residenciales que fueron construidos en dos fases; se construyeron tres edificios en cada fase. La construcción de la primera fase se completó en el 2000, y la segunda, en 2001. El edificio recibe su nombre de Sir Edward Belcher, un oficial naval y explorador británico, del cual también reciben su nombre una calle y una bahía en la zona. 

## Características
Hay 63 plantas en dos de los edificios, y 61 en los otros cuatro. Las instalaciones del proyecto incluyen, entre otras cosas, aparcamientos de coches, piscinas y un centro comercial: The Westwood.
En diciembre de 2011 se finalizaron los últimos dos edificios, de 214 metros (704 ft) de altura.

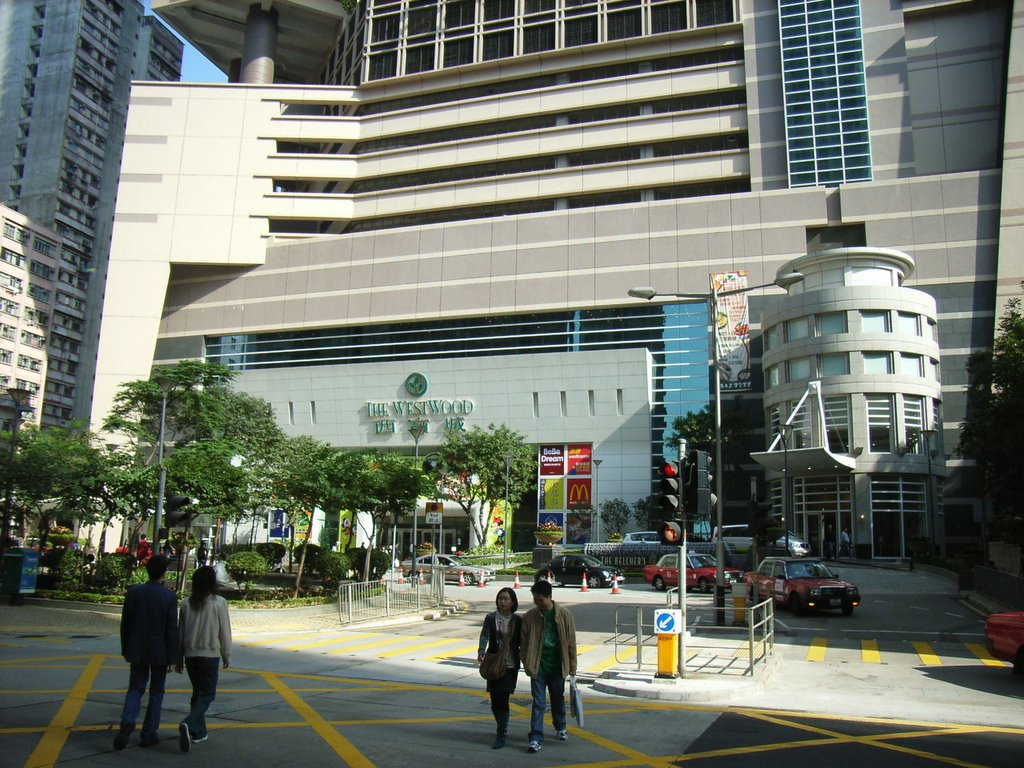
El centro comercial Westwood, en la base de The Belcher's.

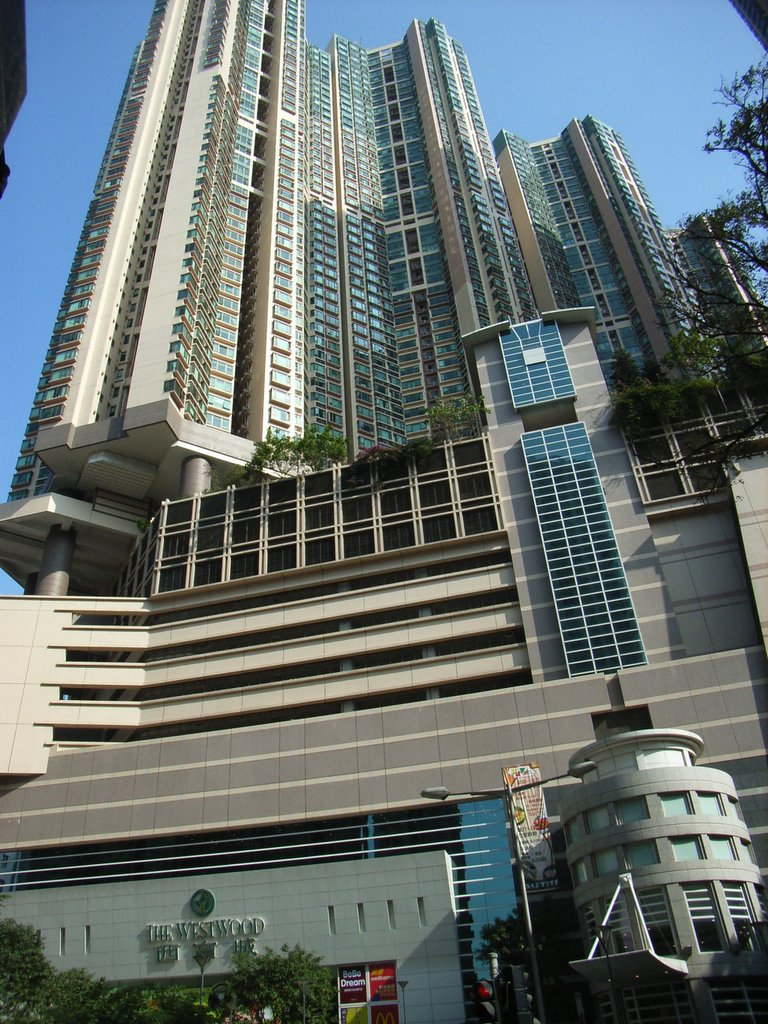
El centro comercial Westwood y The Belcher's vistos desde Belcher's Street.